# Pavieia superba
Pavieia superba är en skalbaggsart som beskrevs av Brongniart 1890. Pavieia superba ingår i släktet Pavieia och familjen långhorningar. Inga underarter finns listade i Catalogue of Life.

## Bildgalleri

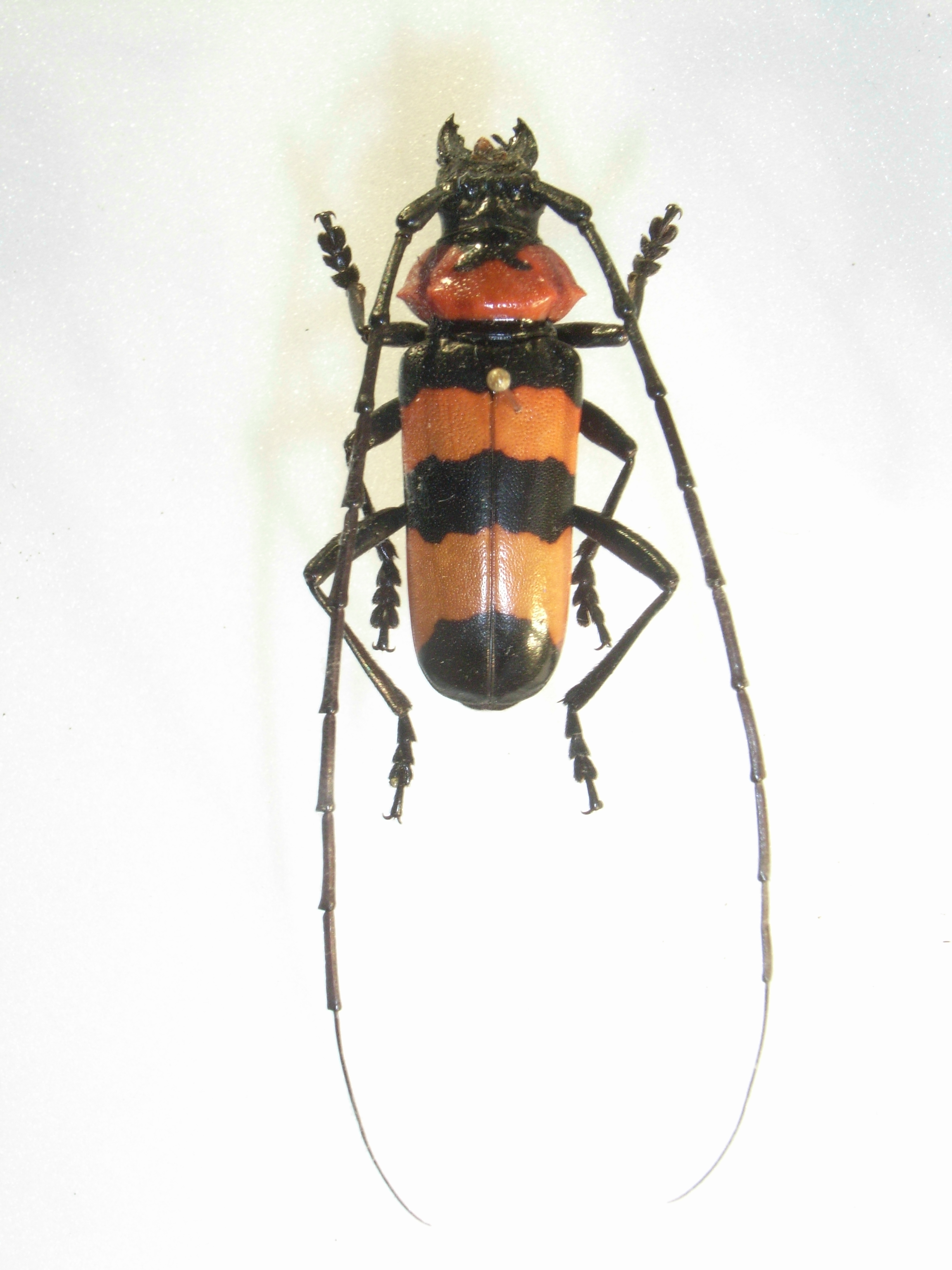
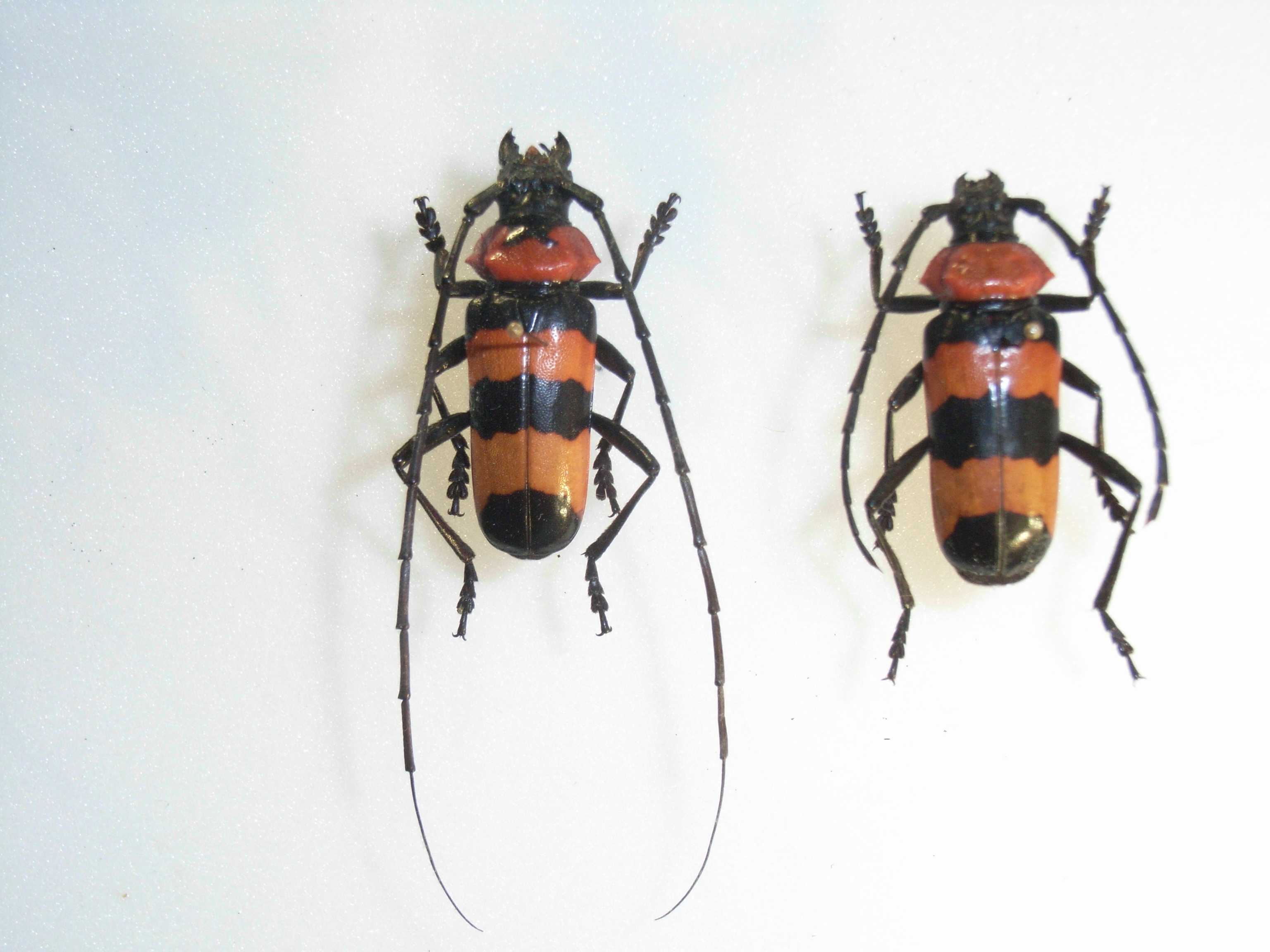
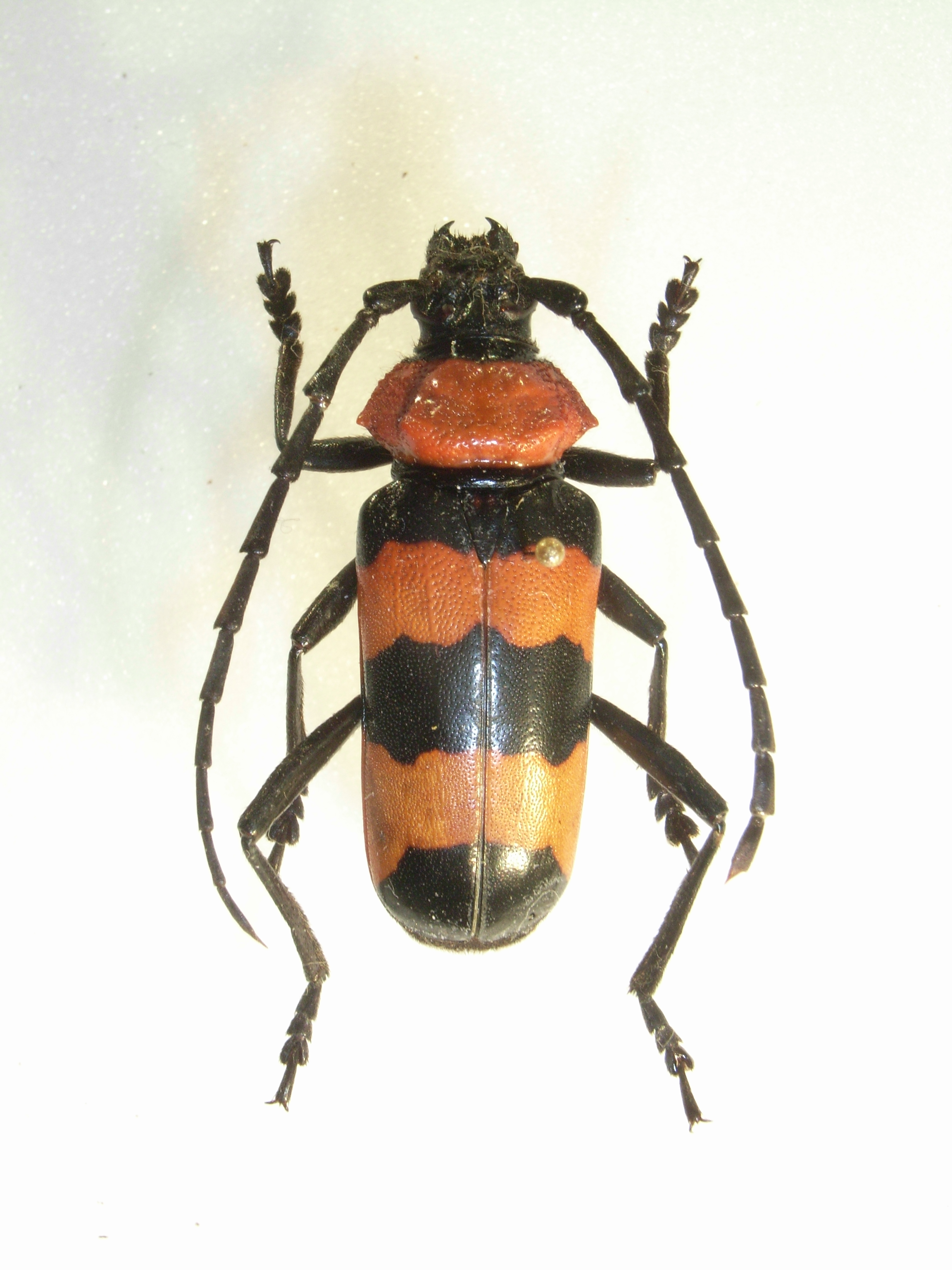